# 线角鳞藓
线角鳞藓（学名：Drepanolejeunea angustifolia）为细鳞藓科角鳞藓属下的一个种。